# Автопілот

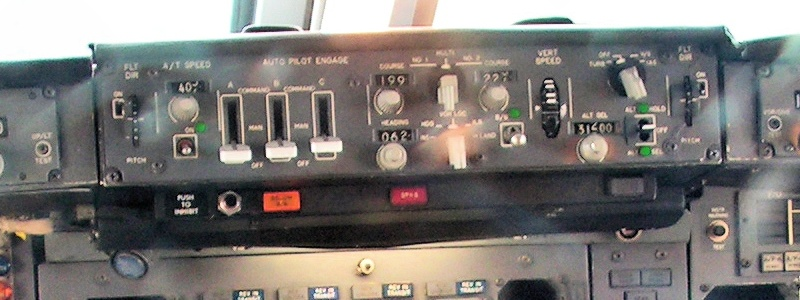
Панель керування автопілотом в ранніх версіях літака Boeing 747

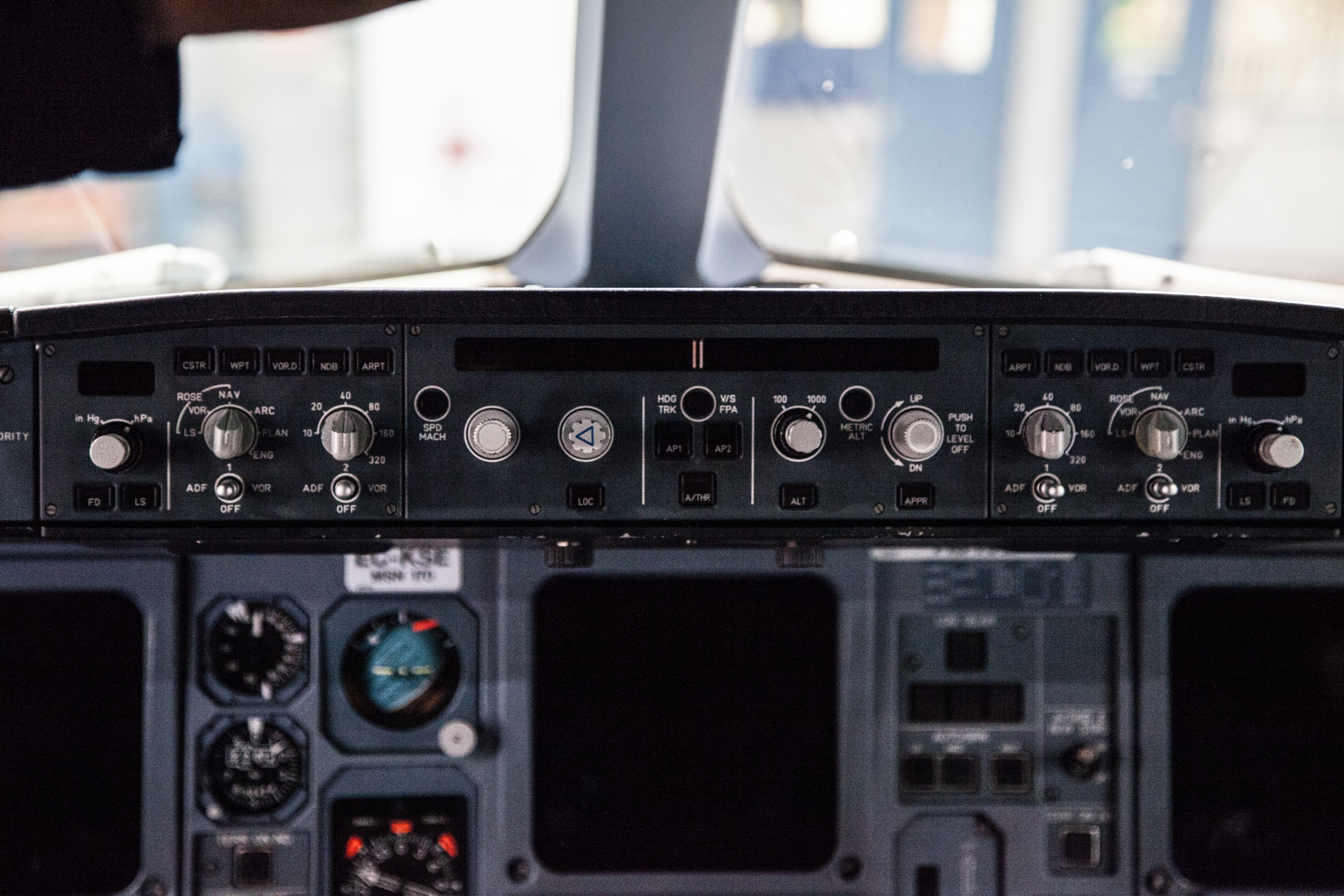
Сучасний модуль управління літаком Аеробус A340

Автопіло́т (грец. αυτος — сам і фр. pilote — лоцман) — пристрій автоматичного керування польотом літака, ракети або іншого літального апарата. Пристрій було винайдено американцем Лоуренсом Сперрі в 1912. Автопілот складається з кількох гіроскопів, які перевіряють курс літака. Датчики повідомляють, коли літак відхиляється від свого курсу, і посилають сигнали поверхням управління — елеронам, штурвалам висоти та напрямку для відповідної корекції курсу.
Автопілот забезпечує автоматичний зліт і посадку, дотримання заданого курсу, швидкості та висоти польоту. Також автопілот сприяє стабілізації центру ваги літака на заданій траєкторії, виконує за певною програмою пілотажні еволюції («координований» розворот, протизенітні та ін. тактичні бойові маневри). Автопілот складається з декількох чутливих гіроскопічних елементів, пов'язаних з системами слідкування (потенціометричними системами). Сучасний автопілот являє собою складний комплекс механізмів, зв'язаний з радіо-астронавігаційною апаратурою, гіроінерціальним орієнтатором та ін. аеронавігаційними приладами.

## Перші автопілоти
В ранні періоди розвитку авіації, літак потребував постійної уваги пілота для того, щоб дотримуватись безпечного польоту. Оскільки довжина літака збільшувалась що дозволило літати по багато годин, постійна увага призводила до серйозної втоми. Автопілот створений для виконання деяких задач пілота.
Перший автопілот для літака був розроблений Sperry Corporation в 1912. В автопілоті гіроскопічний покажчик курсу і авіагоризонт приєднувались до елеваторів і стерна, що керувалися гідравлікою. (Елерони не були під'єднані оскільки дієдральне крило було розраховане заздалегідь аби створювати необхідну стабільність по крену.) Він дозволяв літаку летіли прямо і рівно по курсу компаса без потреби втручання пілота, значно зменшуючи навантаження на пілота.
Лоуренс Сперрі (син відомого винахідника Елмера Сперрі) продемонстрував його в 1914 на змаганні із безпеки авіації, що проводився в Парижі. На змаганні, Сперрі продемонстрував повну довіру винаходу і пролетів на літаку не тримаючи рук на органах управління демонструючи їх глядачам змагань. Елмер Сперрі молодший, син Лоуренса Сперрі, і капітан Ширас продовжили роботу над таким самим автопілотом після війни, і в 1930 вони випробували більш компактний і надійний автопілот який утримував літак повітряних сил США в заданому істинному курсі і висоті впродовж трьох годин.
1930 року Royal Aircraft Establishment в Англії розробили автопілот, що називався pilots' assister (помічник пілота), який використовував пневматичний гіроскоп для руху органів управління.
Подальший розвиток автопілоту включав покращення алгоритмів управління і гідравлічних сервоприводів. А також, включення додаткового обладнання, такого як засоби радіо навігації, що дали змогу літати вночі і під час поганої погоди. В 1947 літак повітряних сил США C-54 здійснив трансатлантичний політ, включаючи зліт і посаду, повністю під управлінням автопілоту.
На початку 1920-х років, танкер компанії Standard Oil J.A. Moffet став першим кораблем, який використовував автопілот.

## Сучасні автопілоти
Не всі пасажирські літаки, що літають сьогодні мають систему автопілоту. Особливо старіші і менші літаки загального призначення досі керуються вручну, і навіть невеликі пасажирські літаки на менше ніж двадцять місць також можуть бути без автопілота, оскільки вони використовуються для короткочасних польотів з двома пілотами. Встановлення автопілоту на літаках із більше ніж двадцятьма пасажирськими місцями стало обов'язковим за міжнародними правилами авіації. Існує три рівні керування в автопілотах для менших літаків. Автопілот управляє літаком по одній осі крену окремо; такі автопілоти контролюють рівень і в розмовній мові відомі як «вирівнювачі крила» відповідно до їх призначення. Двохосьове управління автопілотом дозволяє контролювати осі тангажу і крену літака, і крім вирівнювання по крену здатні виправляти коливання по тангажу; або можуть отримувати вхідні сигналі від бортової радіо навігаційної системи для здійснення повного автоматичного супроводу літака як тільки літак злетів до моменту здійснення посадки пілотом; або мати якісь середні між цими двома можливостями. Трьох-осьовий автопілот додає керування віссю нишпорення і не є обов'язковим на малих літаках.
Автопілоти сучасних складних літаків є трьох-осьовими і зазвичай розділяють політ на фази рулювання, зльоту, набір висоти, круїз (рівний політ), зниження, наближення на посадку, і посадки. Існують автопілоти які автоматизують всі ці фази польоту окрім рулювання і зльоту. Посадка на злітну смугу контрольована автопілотом і контролювання автопілотом при пробіжці по смузі (тобто утримування в центрі злітної смуги) відоме як посадка CAT IIIb або автопосадка, доступна на багатьох найбільших аеропортах сьогодні, особлива в аеропортах що часто здійснюють посадки під час несприятливих погодних явищ таких як туман. Процес здійснення автоматичної посадки, пробіжці по смузі, і контролю рулюванням до самої позиції паркування літака відомий як CAT IIIc. Він не використовується на сьогоднішній день, але може використовуватися в майбутньому. Автопілот часто є інтегрованим компонентом Системи управління польотом.
Сучасні автопілоти використовують комп'ютерне програмне забезпечення для управління літаком. Програмне забезпечення зчитує поточну позицію літака, а потім віддає команди Системі Управління Польотом щоб направляти літак. В таких системах, окрім класичних органів управління, багато автопілотів можуть керувати тягою, аби оптимізувати керування двигуном відповідно до швидкості відносно потоку повітрі, і переміщують паливо у різні баки, для балансування літака в оптимальну позицію в повітрі. Незважаючи на те що автопілоти відпрацьовують нові або небезпечні ситуаціях не досить гнучко, в звичайному польоті вони як правило заощаджують паливо в порівнянні з польотом при керуванні пілотом.
Автопілот сучасних великих літаків зазвичай зчитує інформацію про позицію і ставлення літака із системи інерціальної навігації. Система інерціальної навігації із плином часу накопичує похибку. Автопілоти містять системи зменшення похибки такі як карусельна система яка обертається раз на хвилину, так що будь-які похибки розсіюються в іншому напрямку і мають нульовий загальний ефект. Похибка в гіроскопах спричиняється дрейфом. Він виникає через фізичні властивості самої системи, буде це механічний чи лазерний гіроскоп, він зміщує дані позиції. Неузгодження між двома вирішується за допомогою цифрової обробки сигналів, частіше шести-вимірний фільтр Калмана. Ці шість вимірів це крен, тангаж, рискання, висота, широта, і довгота. Літаки можуть літати маршрутами, які потребують необхідний ступінь продуктивності, тому величина відхилення або фактичний фактор продуктивності мають перевірятися для того щоб летіти цими конкретними маршрутами. Що довший політ, то більша похибка накопичується в системі. Допоміжні радіо засоби, такі як маяки для вимірювання відстані (DME), DME поправки і GPS використовуються для корекції позиції літака.
2019 року німецькими дослідниками було розроблено систему повністю автономної посадки. Вона не вимагає сигналів від летовища (ILS), і може проводитись в повністю автономному режимі без жодної участі пілота. Система дозволяє посадку на будь-якому летовищі, навіть без наявності вежі керування й диспетчера. Систему було розроблено і перевірено в роботі на невеликому літаку Diamond DA42.

### Деталі комп'ютерних систем
Апаратна частина автопілота буває різна в залежності від реалізації, але зазвичай вона реалізована із резервуванням і підвищеною надійністю як основними вимогами. Наприклад, Автопілотна система керування польотом Rockwell Collins AFDS-770, що використовується в Boeing 777 використовує потроєні процесори FCP-2002, які офіційно перевіряються і виробляються за допомогою процесу стійкого до випромінення.
Програмне та апаратне забезпечення в автопілоті жорстко контролюється, і застосовуються широкі процедури випробувань.
Деякі автопілоти також використовують диверсифікування системи. З точки зору цієї функцій безпеки, критичні програмні процеси будуть виконуватися не лише на окремих комп'ютерах, а навіть можливо з використанням різних архітектур, але кожен комп'ютер буде виконувати програмне забезпечення розроблене різними командами інженерів, часто з використанням різних мов програмування. Це, як правило, вважається малоймовірним, що різні інженерні команди зроблять ті ж помилки. Оскільки програмне забезпечення стає більш дорогим і складним, диверсифікування архітектури стає більш рідким оскільки не так багато інженерних компаній можуть дозволити це. Польотний комп'ютер, що використовує Спейс Шаттл має таку архітектуру: там було п'ять комп'ютерів, чотири з яких виконують ідентичне програмне забезпечення, а п'ятий виконує систему резервування, яка була розроблена окремо. Програмне забезпечення п'ятого комп'ютера покриває лише базові функції, необхідні аби Шаттл міг летіти, таким чином зменшуючи будь-які подібності із програмним забезпеченням чотирьох основних систем.

## Система підтримки стабільності
Системи підтримки стабільності літака (SAS) є іншим типом систем автоматичного управління; замість того щоб підтримувати літак у заданому положенні або траєкторії польоту, система SAS буде уточнювати дію елементів управління літака для зменшення розбовтування літака незалежно від положення або плану польоту літака. SAS може автоматично стабілізувати літак по одній або більше осях. Одним із основних типів SAS це демпфер рискання, який використовується для зменшення тенденції до «голландського кроку» літака зі стрілоподібним крилом. Деякі демпфери рискання є інтегровані в систему автопілота, в той час, як інші можуть бути незалежною системою.
Демпфери рискання зазвичай складаються із датчика кутової швидкості (або гіроскопу або кутового акселерометра), комп'ютера/підсилювача і сервоприводу. Демпфер рискання використовує кутовий датчик швидкості, що заміряє рискання для виявлення того, що літак знаходиться в «бовтанці». Комп'ютер обробляє сигнал від датчика, щоб визначити величину повороту стерна, яке необхідне для усунення небажаної «бовтанки». Комп'ютер віддає команду на сервопривід, щоб повернути стерно на задану величину. Таким чином «голландський крок» усувається і літак стає стабільним по осі рискання. Оскільки така бовтанка є нестабільністю, що є характерною для всіх літаків зі стрілоподібним крилом, всі вони мають якийсь вид системи демпфера рискання на борту.
Існує два типи демпферів рискання: послідовні та паралельні. Сервопривід послідовного демпфера рискання буде вносити поправку стерна незалежно від педалей керування стерном, а сервопривід паралельного демпферу рискання затискає контрольний сектор керма і призведе до руху педалі, коли система вимагає кермо рухатись.
Деякі літаки мають системи стабілізації, які стабілізують його більше ніж по одній осі. B-52, наприклад, потребує стабілізації як по тангажу, так і по рисканню. Багато гелікоптерів мають системи підтримки стабільності по всім трьом осям. Системи підтримки стабільності по тангажу і крену працюють по суті так само як і демпфер рискання описаний раніше, однак замість стабілізації «голландського кроку», вони гасять коливання по крену і тангажу  для покращення загальної стабільності літака.

## Автопілоти для ILS посадки
Автоматичні посадки із радіотехнічними системами посадки мають свої категорії відповідно до стандартів Міжнародної організації цивільної авіації, або ICAO. Вони залежать від необхідного рівня видимості і умов, при яких посадка може виконуватись автоматично без втручання пілота.
- CAT I — Ця категорія дозволяє пілотам здійснювати посадку із висотою ухвалення рішення в 200 футів (61 м) видимістю в даль по смузі в 550 метрів. Застосування автопілоту не є необхідним.[8]
- CAT II — за цією категорією пілотам дозволяється здійснювати посадку із висотою ухвалення рішення між 200 футів і 100 футів (≈ 30 метрів) і з дальністю видимості в 300 метрів. Автопілоту мають виконувати вимогу відмовобезпечності.
- CAT IIIa — за цією категорією пілотам дозволяється здійснювати посадку із висотою ухвалення рішення між до 50 футів (15 метрів) і видимістю у даль до 200 м. Він потребує відмовобезпечного автопілота. Ймовірність приземлення за межами заданої області має бути лише 10−6.
- CAT IIIb — Така як IIIa але з додатковою автоматичною пробіжкою після торкання і очікується що пілот візьме контроль на себе на деякій дистанції вздовж ЗПС. Ця категорія дозволяє пілотам здійснювати посадку із висотою ухвалення рішень менше ніж 50 футів або із нульовою висотою ухвалення рішень і дальньою видимістю в 250 футів (76 м, порівняйте це із розмірами літака, деякі літаки мають довжину більше 70 метрів) або 300 футів (91 м) в США. Щоб допомогти здійснити посадку без змоги ухвалити рішення (англ. landing-without-decision), необхідний відмовостійкий автопілот. Для цієї категорії має бути присутня якась із форм систем контролю пробіжки по смузі: хоча б відмовобезпечна, але вона має бути відмовостійкою для посадок із нульовою висотою ухвалення рішення або видимістю нижче 100 м.
- CAT IIIc — Така як і категорія IIIb, але з нульовою висотою ухвалення рішення або з мінімальною видимістю, також відома як «zero-zero».
- Відмовобезпечний (англ. Fail-passive) автопілот: у разі відмови, зберігає літак у контрольованому положенні і пілот може взяти контроль на себе для заходу на друге коло або завершити посадку. Це зазвичай двоканальні системи.

Відмовостійкий (англ. Fail-operational) автопілот: у випадку відмови на висоті що нижче висоти оповіщенні, наближення, вирівнювання перед приземленням і посадка все одно можуть бути завершені автоматично. Це зазвичай трьох-канальні системи або двохканальні.